# Willie Stevenson
Willie Stevenson (Leith, 1939. október 26. – 2025. május 27.) skót labdarúgó, fedezet.

## Pályafutása
1956 és 1958 között a Dalkeith Thistle, 1958 és 1962 között a Rangers labdarúgója volt. A Rangers csapatával egy-egy skót bajnoki címet és kupagyőzelmet ért el. 1962 és 1967 között az angol Liverpool játékosa volt, ahol bajnoki címet és egy angolkupa-győzelmet ért el az együttessel. Tagja volt az 1965–66-ös idényben KEK-döntős csapatnak. 1967 és 1973 között az angol Stoke City együttesében szerepelt. 1971-ben kölcsönben a dél-afrikai Hellenic játékosa volt. 1973–74-ben az angol Tranmere Rovers, 1974-ben az ír Limerick, majd a kanadai Vancouver Whitecaps játékosa volt. 1974–75-ben a Macclesfield Town csapatában fejezte be az aktív játékot, mint játékosedző.

## Sikerei, díjai
Rangers
- Skót bajnokság (Scottish League)
  - bajnok: 1958–59
- Skót kupa (Scottish Cup)
  - győztes: 1960

 Liverpool FC
- Angol bajnokság (First Division)
  - bajnok: 1963–64, 1965–66
- Angol kupa (FA Cup)
  - győztes: 1965
- Angol szuperkupa (FA Charity Shield)
  - győztes (3): 1964, 1965, 1966
- Kupagyőztesek Európa-kupája
  - döntős: 1965–66

 Hellenic
- Dél-afrikai bajnokság
  - bajnok: 1971

 Stoke City
- Angol ligakupa
  - győztes: 1971–72